# What the Hack
What the Hack, kortweg WTH2005, was een hackersbijeenkomst en openluchtfestival in Nederland. Het maakt deel uit van een vierjarige reeks die in 1989 begon met een hackersparty in Paradiso in Amsterdam in combinatie met een conferentie over alternatief gebruik van informatietechnologie. Conferentie en feestavond werden georganiseerd op initiatief van het magazine Hack-Tic en juist deze combinatie deed het goed bij de deelnemers. In deze reeks was What the Hack de opvolger van Hackers at Large uit 2001.
Het festival werd van 28 tot en met 31 juli 2005 gehouden in Liempde en trok rond de 2500 bezoekers, die in tenten verbleven en daar confereerden, lezingen bijwoonden en zich vooral heel veel met ICT en andere technologie bezighielden. Het internationale deelnemersveld telde groepen als de Duitse Chaos Computer Club, een hackergroep verbonden aan het Amerikaanse tijdschrift 2600: The Hacker Quarterly en OpenBSD-ontwikkelaars. Voor de gelegenheid werd een gigabitverbinding over glasvezel met het internet aangelegd. De lokale configuratie van IP-adressen geschiedde met de voor Hacking in Progress in 1997 bedachte "wasknijperDHCP", waarbij de door de Chaos Computer Club bedachte "datenklo" (dataplee) de bekabeling voor weersinvloeden behoedde.
Tijdens het festival waren er lezingen en workshops over onderwerpen als biometrie en digitale paspoorten, psychedelisch onderzoek, WiFi Mesh netwerken, energiebesparing in de woning en vrijheid van informatie.
In de aanloop naar het evenement hebben lokale autoriteiten zonder succes getracht het festival te verbieden op grond van "risico's voor de openbare orde". Uiteindelijk was zelfs de ICT-afdeling van het KLPD met een mobiel kantoor op het terrein aanwezig. Dit gaf dan weer aanleiding tot een hoop grapjes. De organisatie was dan wel verplicht de politie gratis toegang tot het festival te geven, maar gaf hen bewust een andere kleur armbandjes dan de rest van de 
aanwezigen. Hierop ontstond op de wiki een wedstrijd waarbij foto's van politieagenten in burger werden gepost. 

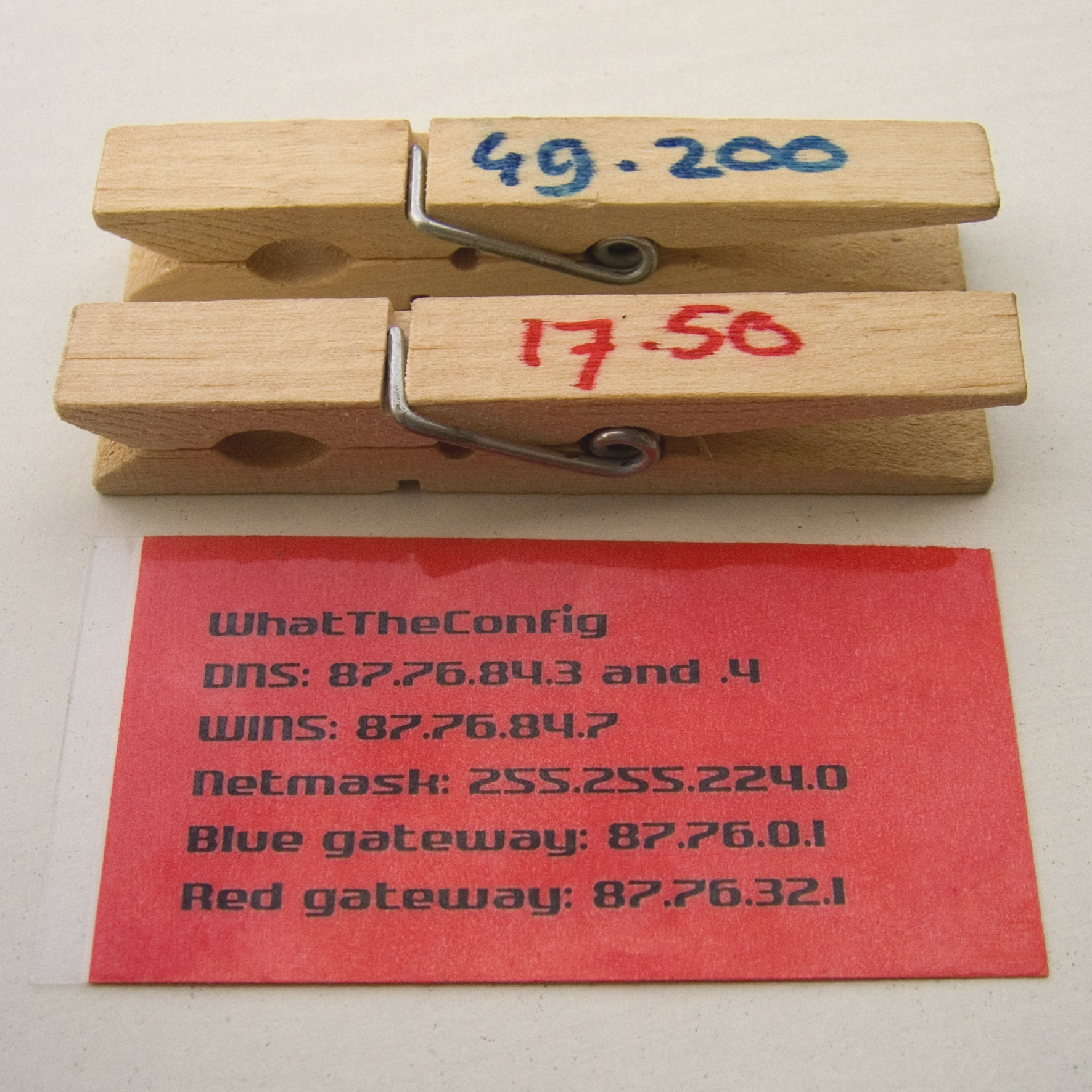
WasknijperDHCP op What the Hack.
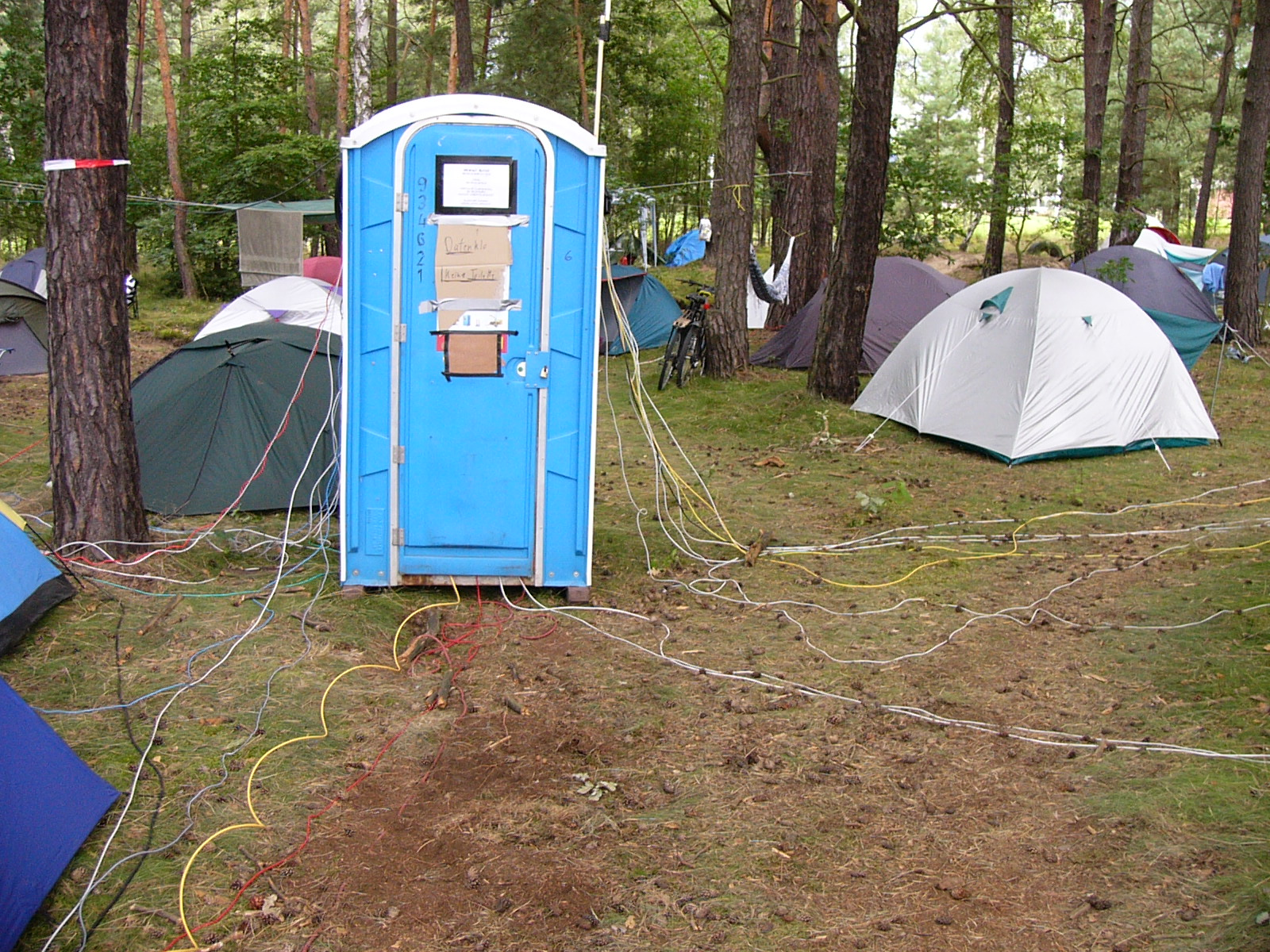
Een zogenaamd Datenklo.
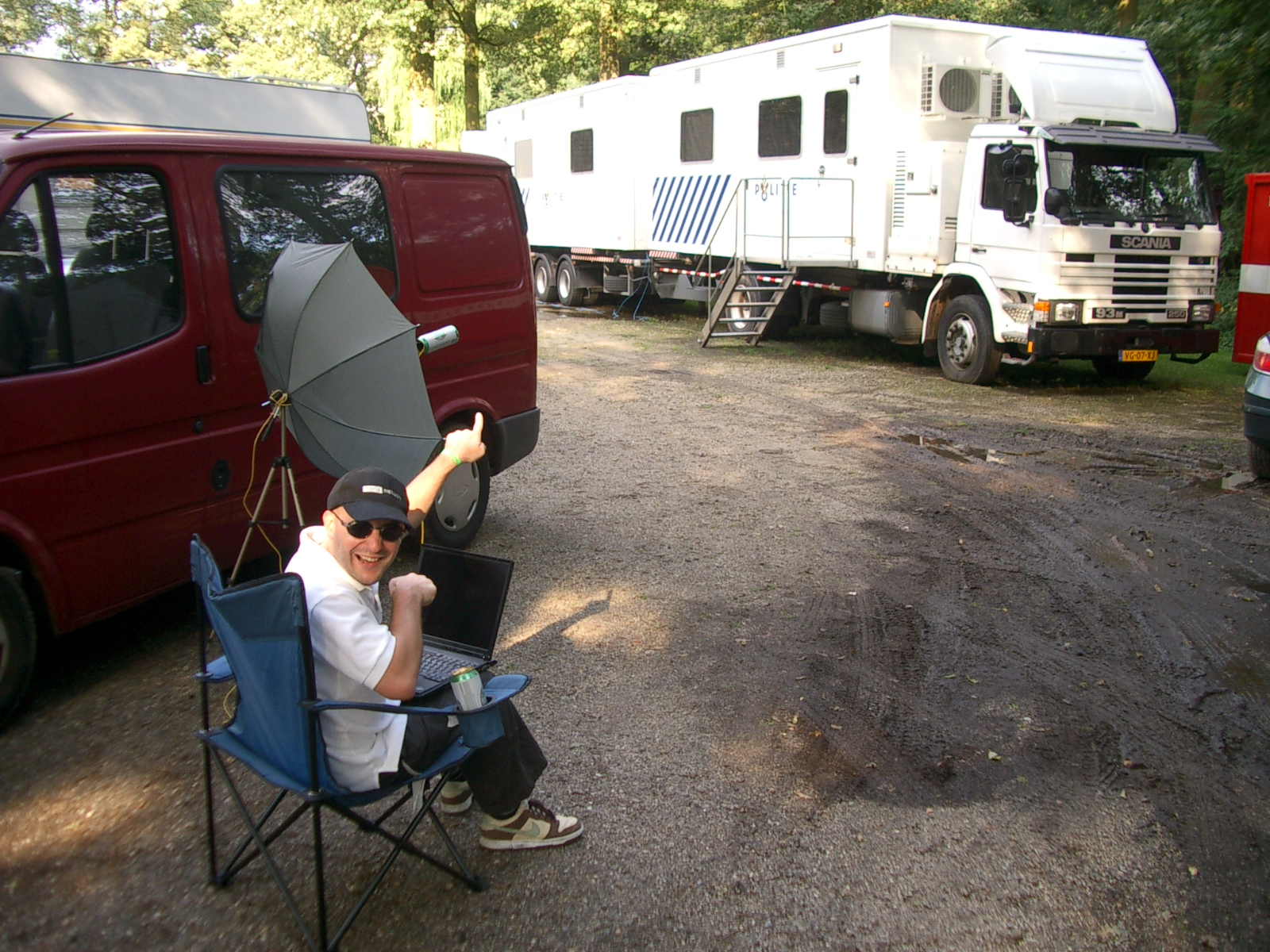
Mobiel kantoor van de politie.

Galactic Hacker Party 1989 · Hacking at the End of the Universe 1993 · Hacking in Progress 1997 · Hackers at Large 2001 · What the Hack 2005 · Hacking at Random 2009 · Observe. Hack. Make. 2013 · Still Hacking Anyway 2017